# هارولد باركر
هارولد باركر (بالإنجليزية: Harold Parker)‏ هو نحات أسترالي، ولد في 27 أغسطس 1873، وتوفي في 23 أبريل 1962.